# Адміністративний поділ Ліхтенштейну

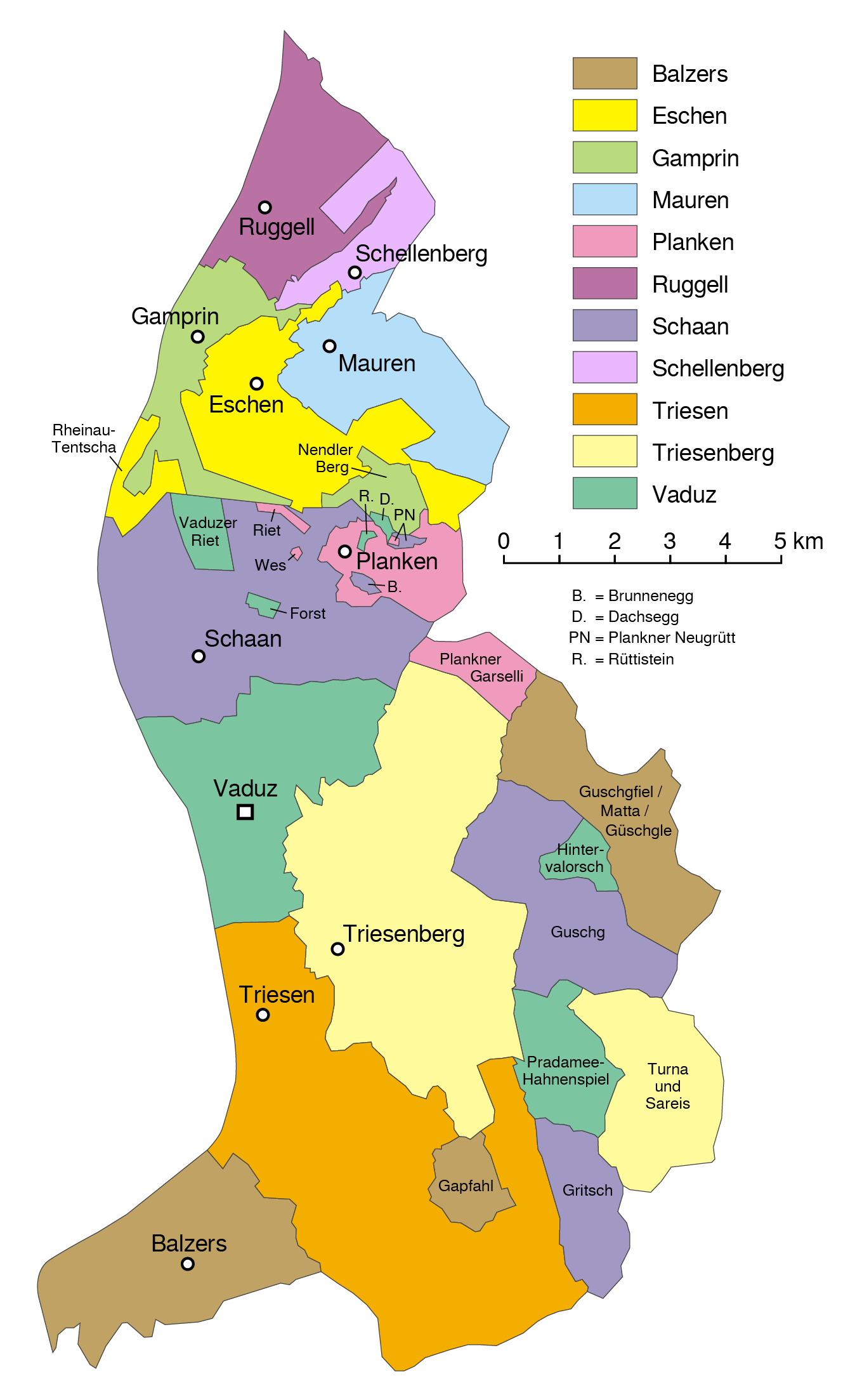
адміністративний поділ Ліхтенштейну

Адміністрати́вний по́діл Лі́хтенштейну — адміністративно-територіальний устрій князівства Ліхтенштейн. Воно поділене на 11 громад (нім. Gemeinde(n)). Громади головним чином складаються з єдиного міста. П'ять громад перебувають у межах виборчого округу Нижній Ліхтенштейн, інші шість — у межах виборчого округу Верхній Ліхтенштейн.

## Анклавийексклави
Незважаючи на свій маленький розмір, громади мають досить вигадливі форми. Сім громад, додатково до основної території, мають як мінімум один ексклав.
- Бальцерс: 2 ексклави
- Ешен: 2 ексклави
- Гампрін: 1 ексклав
- Планкен: 3 ексклави, 1 анклав
- Шаан: 4 ексклави, 2 анклави
- Трізенберг: 1 ексклав
- Вадуц: 5 ексклавів

## Громади
| Герб                           | Поштовий індекс | Назва громади | Назва громади | Населення, осіб | Населення, осіб | Площа, га | Населені пункти                             |
| Герб                           | Поштовий індекс | (укр.)        | (нім.)        | 31.12.2005      | 31.12.2015      | Площа, га | Населені пункти                             |
| ------------------------------ | --------------- | ------------- | ------------- | --------------- | --------------- | --------- | ------------------------------------------- |
| Нижній Ліхтенштейн (Унтерланд) |                 |               |               |                 |                 |           |                                             |
| Гампрін                        | 9487            | Гампрін       | Gamprin       | 1436            | 1659            | 618,8     | Гампрін • Бендерн                           |
| Маурен                         | 9493            | Маурен        | Mauren        | 3649            | 4190            | 749,1     | Маурен • Шанвальд                           |
| Руґґель                        | 9491            | Руґґель       | Ruggell       | 1925            | 2156            | 737,8     | Руґґель                                     |
| Шелленберг                     | 9488            | Шелленберг    | Schellenberg  | 974             | 1064            | 355,9     | Шелленберг                                  |
| Ешен                           | 9492            | Ешен          | Eschen        | 4076            | 4411            | 1038,1    | Ешен • Нендельн                             |
| Верхній Ліхтенштейн (Оберланд) |                 |               |               |                 |                 |           |                                             |
| Бальцерс                       | 9496            | Бальцерс      | Balzers       | 4436            | 4608            | 1973,1    | Бальцерс • Мельс                            |
| Вадуц                          | 9490            | Вадуц         | Vaduz         | 5047            | 5435            | 1731,5    | Вадуц                                       |
| Планкен                        | 9498            | Планкен       | Planken       | 366             | 446             | 534,1     | Планкен                                     |
| Трізен                         | 9495            | Трізен        | Triesen       | 4643            | 5051            | 2647,9    | Трізен                                      |
| Трізенберг                     | 9497            | Трізенберг    | Triesenberg   | 2542            | 2608            | 2969,4    | Трізенберг • Мазеша • Зілум • Гафлай • Штег |
| шан                            | 9494            | Шан           | Schaan        | 5811            | 5994            | 2692,0    | Шан                                         |
| Ліхтенштейн                    |                 | Ліхтенштейн   | Liechtenstein | 34905           | 37622           | 16047,7   |                                             |